# MTV Video Music Awards Japan
Gli MTV Video Music Awards Japan (abbreviato in VMAJ) sono i premi musicali di MTV Japan, e si tengono tutti gli anni in Giappone dal 2002, verso la fine di maggio.
Nonostante sia un premio formalmente dato ai video e non alla musica, i VMAJ corrispondono a quelli che sono per l'Europa gli MTV Europe Music Awards e per gli USA gli MTV Video Music Awards: i VMAJ premiano contemporaneamente sia la qualità musicale delle canzoni sia la qualità filmica dei videoclip. Sono in gara artisti sia locali sia internazionali; a differenza degli EMA, nei VMAJ tutte le categoria vengono premiate tramite votazione popolare via Internet (negli EMA i vincitori delle categorie principali -migliori video e regia- vengono scelti da una giuria di qualità).

## Città ospitanti
1. 24/05/2002 - Tokyo, Tokyo International Forum (presentato da London Boots Ichi-go Ni-go)
2. 25/05/2003 - Saitama, Saitama Super Arena (presentato da Zeebra e Nana Katase)
3. 23/05/2004 - Urayasu, Tokyo Bay NK Hall (presentato da Tomomitsu Yamaguchi)
4. 29/05/2005 - Urayasu, Tokyo Bay NK Hall (presentato da Takashi Fujii e Megumi)
5. 27/05/2006 - Tokyo, Yoyogi National Gymnasium (presentato da Mokomichi Hayami e Masami Hisamoto)
6. 26/05/2007 - Saitama, Saitama Super Arena (presentato da Misaki Itō e Hidehiko Ishizuka)
7. 31/05/2008 - Saitama, Saitama Super Arena (presentato da Cyril Takayama)
8. 30/05/2009 - Saitama, Saitama Super Arena (presentato da Hitori Gekidan)
9. 29/05/2010 - Tokyo, Yoyogi National Gymnasium (senza presentatore, solo narratore e premiatori)
10. 25/06/2011 - Chiba, Makuhari Messe (presentato dalle AKB48)
11. 23/06/2012 - Chiba, Makuhari Messe (presentato dalle Perfume)
12. 22/06/2013 - Chiba, Makuhari Messe (presentato da Nobuaki Kaneko e Atsuko Maeda)
13. 14/07/2014 - Chiba, Maihama Amphitheater (presentato da Sayumi Michishige)
14. 26/11/2015 - Tokyo, act*square (presentato da Verbal)
15. 26/10/2016 - Tokyo, Shinkiba STUDIO COAST (presentato da Rip Slyme)
16. 27/09/2017 - Tokyo, Shinkiba STUDIO COAST (presentato da Ken Ayuga e JOANN)
17. 10/10/2018 - Tokyo, Shinkiba STUDIO COAST (presentato da Ken Ayuga e JOANN)
18. 18/09/2019 - Tokyo, Shinkiba STUDIO COAST (presentato da Hinatazaka46)
19. 29/10/2020 - Tokyo, 都内某所 (presentato da BiSH)
20. 18/12/2021 - Tokyo, 都内某所 (presentato da Akari Kitō e Ken Ayugai)
21. 02/11/2022 - Tokyo, Musashino Forest Sport Plaza (presentato da Iwai Yuki, Mukai Satoshi and Yuka Sagai)
22. 22/11/2023 - Yokohama, K-Arena Yokohama (presentato da Ryota Yamasato and Sachi Fujii)

## Record

### Maggior numero di premi complessivi
| Artista      | Numero di premi |
| ------------ | --------------- |
| Namie Amuro  | 14              |
| Exile        | 11              |
| Gen Hoshino  | 8               |
| Utada Hikaru | 7               |
| Ryp Slime    | 7               |
| Koda Kumi    | 7               |
| Lady Gaga    | 6               |
| Daichi Miura | 6               |
| Ken Hirai    | 5               |
| One Ok Rock  | 5               |
| Orange Range | 5               |

### Maggior numero di premi in una sola edizione
| Artist           | Year | Number of awards | Music video                                                     |
| ---------------- | ---- | ---------------- | --------------------------------------------------------------- |
| Mrs. Green Apple | 2023 | 4                | Que Sera Sera (2); Magic (1); Artista dell'anno                 |
| Gen Hoshino      | 2017 | 3                | Family Song(2), Koi                                             |
| Lady Gaga        | 2011 | 3                | Born This Way                                                   |
| Exile            | 2010 | 3                | Futatsu no Kuchibiru (1); Aisubeki Mirai e (1); MTV Icon Award  |
| Exile            | 2009 | 3                | "Ti Amo (Chapter2)" (2); Miglior coreografia                    |
| Exile            | 2008 | 3                | "I Believe" (1); Exile Love (1); Toki no Kakera (1)             |
| Kumi Koda        | 2007 | 3                | Yume No Uta (2); Miglior look (1)                               |
| Kumi Koda        | 2006 | 3                | Butterfly (2); Trust You (1)                                    |
| Orange Range     | 2005 | 3                | Hana (1); MusiQ (1); Rocoroshon (1)                             |
| Ayumi Hamasaki   | 2004 | 3                | Because of You (1); No Way to Say (1); Miglior performance live |
| Rip Slyme        | 2003 | 3                | Rakuen Baby (2); Funkastic (1)                                  |

## Vincitori dei premi

### 2002 - Tokyo
- Miglior video dell'anno: Mr. Children - Kimi ga suki
- Miglior video di artista maschile: Ken Hirai
- Miglior video di artista femminile: ayumi hamasaki
- Miglior video di gruppo: Backstreet Boys
- Miglior video di artista emergente: RIP SLYME
- Miglior video colonna sonora di un film: Christina Aguilera, Lil' Kim, Mya, Pink - Lady Marmalade (da Moulin Rouge!)
- Miglior video rock: Dragon Ash
- Miglior video pop: Chemistry
- Miglior video r&b: Utada Hikaru
- Miglior video hip hop: RIP SLYME
- Miglior performance dal vivo: Oasis
- Miglior artista asiatico: Jay Chou

Categorie speciali:
- Inspiration Award Japan: Namie Amuro
- Inspiration Award International: Jay-Z
- Legend Award: Jimmy Page

### 2003 - Saitama
- Miglior video dell'anno: RIP SLYME - Rakuen Baby
- Miglior video di artista maschile: Craig David - What's Your Flava?
- Miglior video di artista femminile: Utada Hikaru - SAKURA Drops
- Miglior video di gruppo: RIP SLYME - Rakuen Baby
- Miglior video di artista emergente: Avril Lavigne - Complicated
- Miglior video colonna sonora di un film: Eminem - Lose Yourself (da 8 Mile)
- Miglior video rock: Red Hot Chili Peppers - By The Way
- Miglior video pop: Blue - One Love
- Miglior video r&b: Crystal Kay - Girl U Love
- Miglior video hip hop: RIP SLYME - FUNKASTIC
- Miglior video dance: SUPERCAR - YUMEGIWA LAST BOY-PINGPONG SELF REMIX VER.
- Miglior album dell'anno: Chemistry - Second to None
- Miglior collaborazione: Suite Chic feat. FIRSTKLAS - GOOD LIFE
- Miglior performance dal vivo: Kick The Can Crew

Categorie speciali:
- Legend Award: Run DMC

### 2004 - Urayasu
- Miglior video dell'anno: Missy Elliott - Pass That Dutch
- Miglior video di artista maschile: Pharrell feat. Jay-Z - Frontin
- Miglior video di artista femminile: ayumi hamasaki - Because Of You
- Miglior video di gruppo: Kick The Can Crew - Saga Continue
- Miglior video di artista emergente: ORANGE RANGE - Shanghai Honey
- Miglior video colonna sonora di un film: Pink (cantante) feat. William Orbit - Feel Good Time (da Charlie's Angels: più che mai)
- Miglior video rock: Good Charlotte - The Anthem
- Miglior video pop: ayumi hamasaki - No Way To Say
- Miglior video r&b: Namie Amuro - Put 'Em Up
- Miglior video hip hop: Zeebra - Touch The Sky
- Miglior video dance: BoA - Double
- Miglior video innovativo: Mika Nakashima - Love Addict
- Miglior album dell'anno: OutKast - Speakerboxx/The Love Below
- Miglior collaborazione: Beyoncé feat. Jay-Z - Crazy in Love
- Miglior performance dal vivo: ayumi hamasaki
- Best buzz Asia:

1. Giappone: Namie Amuro - Put 'Em Up
2. Taiwan: Wang Lee Hom - Last Night
3. Corea: M - Just One Night

Categorie speciali:
- Legend Award: Ozzy Osbourne
- Inspiration Award: Janet Jackson
- Miglior sito Internet: Kick The Can Crew (sito ufficiale)
- Miglior look: Mika Nakashima - Kissing
- Miglior regia: Michel Gondry (The White Stripes - The Hardest Button to Button)
- Migliori effetti speciali: The Chemical Brothers - Get Yourself High
- Artista più influente: Mary J. Blige

### 2005 - Urayasu
- Miglior video dell'anno: ORANGE RANGE - Hana
- Miglior video di artista maschile: Ken Hirai - Hitomi wo tojite
- Miglior video di artista femminile: Mika Nakashima - Sakura iro mau koro
- Miglior video di gruppo: Linkin Park - Breaking the Habit
- Miglior video di artista emergente: Sambomaster - Utsukushiki ningen no hibi
- Miglior video colonna sonora di un film: Ken Hirai - Hitomi wo tojite (da Gridare amore dal centro del mondo)
- Miglior video rock: Hoobastank - The Reason
- Miglior video pop: Ketsumeishi - Kimi ni BUMP
- Miglior video r&b: Namie Amuro - GIRL TALK
- Miglior video hip hop: Beastie Boys - Ch-Check It Out
- Miglior album dell'anno: ORANGE RANGE - musiQ
- Miglior collaborazione: Jay-Z/Linkin Park - Numb/Encore
- Best buzz Asia:

1. Giappone: ORANGE RANGE - Locolotion
2. Taiwan: Stefanie Sun - Running
3. Corea: Rain - It's Raining

Categorie speciali:
- Style Award: Ashanti
- Video più divertente: Gorie with Jasmine and Joanne - Micky
- International Video Icon Award: Mariah Carey
- Artista più influente in Asia: Namie Amuro
- Miglior regia: Yasuo Inoue
- Migliori effetti speciali: GAGLE - Rap Wonder DX

### 2006 - Tokyo
- Miglior video dell'anno: Koda Kumi - Butterfly
- Miglior video di artista maschile: Ken Hirai - POP STAR
- Miglior video di artista femminile: Koda Kumi - Butterfly
- Miglior video di gruppo: Def Tech - KONOMAMA
- Miglior video di artista emergente: Rihanna - Pon De Replay
- Miglior video colonna sonora di un film: Mika Nakashima - GLAMOROUS SKY (da Nana)
- Miglior video rock: Green Day - Boulevard of Broken Dreams
- Miglior video pop: Remioromen - Konayuki
- Miglior video r&b: AI - Story
- Miglior video hip hop: 50 Cent feat. Mobb Deep - Outta Control
- Miglior video reggae: Shonan no kaze - Karasu
- Miglior video dance: Gorillaz - Feel Good Inc.
- Miglior collaborazione: Hotei vs RYP SLYME - BATTLE FUNKASTIC
- Miglior album dell'anno: ORANGE RANGE - ИATURAL
- Best buzz Asia:

1. Giappone: Koda Kumi - Trust you
2. Taiwan: Jay Chou - Snow-like Hair
3. Corea: SE7EN - Start Line

Categorie speciali:
- Legend award: Michael Jackson
- Inspiration Award: Destiny's Child
- Cantautore più influente: John Legend
- Miglior regia: Yasuyuki Yamaguchi
- Migliori effetti speciali: SOUL'd OUT - Iruka

### 2007 - Saitama
- Miglior video dell'anno: Koda Kumi - Yume no uta
- Miglior video di artista maschile: DJ Ozma - Age♂Age♂EVERY☆Kishi
- Miglior video di artista femminile: Koda Kumi - Yume no uta
- Miglior video di gruppo: EXILE - Lovers Again
- Miglior video di artista emergente: Ne-Yo - So Sick
- Miglior video colonna sonora di un film: Ai Ōtsuka - Renai shashin (da Tada, kimi wo aishiteru)
- Miglior video rock: My Chemical Romance - Welcome to the Black Parade
- Miglior video pop: Ai Ōtsuka - Renai shashin
- Miglior video r&b: AI - Believe
- Miglior video hip hop: KREVA- THE SHOW
- Miglior video reggae: Shonan no kaze - Jun ren ka
- Miglior video dance: DJ OZMA - Age♂Age♂EVERY☆Kishi
- Miglior collaborazione: U2 e Green Day - The Saints are Coming
- Miglior album dell'anno: Daniel Powter- Daniel Powter
- Best buzz Asia:

1. Giappone: Yuna Ito - Precious
2. Taiwan: MAYDAY - Born to love
3. Corea: TVXQ - O-Jung Ban Hap

Categorie speciali:
- Miglior look: Koda Kumi
- Miglior regia: Tony Kaye (Red Hot Chili Peppers - Dani California)
- Migliori effetti speciali: Yūsuke Tanaka (Apogee - Ghost Song)

### 2008 - Saitama
- Miglior video dell'anno: EXILE - I Believe
- Miglior video di artista maschile: Ne-Yo - Because of You
- Miglior video di artista femminile: Fergie - Big Girls Don't Cry
- Miglior video di gruppo: M-Flo ♥ Emi Hinouchi & Ryohei & Emyli & Yoshika & LISA - Love Comes and Goes
- Miglior video di artista emergente: Motohiro Hata - Uroko
- Miglior video colonna sonora di un film: Utada Hikaru - Beautiful World (da Evangelion: 1.0 You Are (Not) Alone)
- Miglior video rock: Radwimps - Order Made
- Miglior video pop: Avril Lavigne - Girlfriend
- Miglior video r&b: Namie Amuro - Hide & Seek
- Miglior video hip hop: RIP SLYME - I・N・G
- Miglior video reggae: Shonan no kaze - Sui ren ka
- Miglior video dance: The Chemical Brothers - Do It Again
- Miglior collaborazione: Koda Kumi feat. Tohoshinki - LAST ANGEL
- Miglior canzone per karaoke: EXILE - Toki no kakera / 24karats -type EX-
- Miglior album dell'anno: EXILE - EXILE LOVE
- Best buzz Asia:

1. Giappone: AI - I'll Remember You
2. Taiwan: Andy Lau - One
3. Corea: Cherry Filter - Feel It

Categorie speciali:
- MTV Video Vanguard Award: Mariah Carey
- MTV Rock The World Award: Takeshi Kobayashi & Kazutoshi Sakurai
- Red Hot Award: Infinity 16

### 2009 - Saitama
- Miglior video dell'anno: EXILE - Ti Amo (Chapter2)
- Miglior video di artista maschile: KREVA - Akasatanahamayarawawon
- Miglior video di artista femminile: Namie Amuro - NEW LOOK
- Miglior video di gruppo: EXILE - Ti Amo (Chapter2)
- Miglior video di artista emergente: Kimaguren - LIFE
- Miglior video colonna sonora di un film: Remioromen - Yume no subomi (da Kansen rettō)
- Miglior video rock: Maximum the Hormone - Tsume tsume tsume
- Miglior video pop: Katy Perry - I Kissed a Girl
- Miglior video r&b: Namie Amuro - Sexy Girl
- Miglior video hip hop: TERIYAKI BOYZ® - ZOCK ON! feat. Pharrell & Busta Rhymes
- Miglior video reggae: HAN-KUN - HOTTER THAN HOT
- Miglior video dance: Tōwa Tei - Mind Wall feat. Miho Hatori
- Miglior collaborazione: Nelly feat. Fergie - Party People
- Miglior canzone per karaoke: Kimakuren - LIFE
- Miglior album dell'anno: Mr. Children - SUPERMARKET FANTASY

Categorie speciali:
- Street Icon Award: Beastie Boys
- Miglior coreografia: EXILE

### 2010 - Tokyo
- Miglior video dell'anno: EXILE - Futatsu no Kuchibiru
- Miglior video di artista maschile: Shota Shimizu - Utsukushiki Hibi yo
- Miglior video di artista femminile: Namie Amuro - Fast Car
- Miglior video di gruppo: TVXQ - Share the World
- Miglior video di artista emergente: Big Bang - Gara Gara Go
- Miglior video colonna sonora di un film: Juju with Jay'ed — Ashita ga Kuru Nara (da April Bride)
- Miglior video rock: Superfly - Dancing on the Fire
- Miglior video pop: Big Band - Koe o kikasete
- Miglior video r&b: Miliyah Kato — Aitai
- Miglior video hip hop: Kreva — Speechless
- Miglior video reggae: Han-Kun — Keep it Blazing
- Miglior video dance: Lady Gaga - Poker Face
- Miglior collaborazione: W-inds. (featuring G-Dragon) — Rain Is Fallin
- Miglior canzone per karaoke: Miliyah Kato (featuring Shota Shimizu) — Love Forever
- Miglior album dell'anno: EXILE - Futatsu no Kuchibiru

Categorie speciali:
- MTV Icon Award: EXILE
- Miglior regista: Kodama Hirokazu

### 2011 - Chiba
- Miglior video dell'anno: Lady Gaga — Born This Way
- Miglior video di artista maschile: Bruno Mars — Just the Way You Are
- Miglior video di artista femminile: Lady Gaga — Born This Way
- Miglior video di gruppo: Girls' Generation — Tell Me Your Wish (Genie)
- Miglior video di artista emergente: Justin Bieber — Baby feat. Ludacris
- Miglior video colonna sonora di un film: Avril Lavigne — Alice (da Alice in Wonderland)
- Miglior video rock: Tokio Hotel — Dark Side of the Sun
- Miglior video pop: Ikimono Gakari — Arigatō
- Miglior video r&b: Rihanna — Only Girl (in the World)
- Miglior video hip hop: Eminem — Not Afraid
- Miglior video reggae: Iyaz — Replay
- Miglior video dance: Lady Gaga — Born This Way
- Miglior collaborazione: Eminem — Love the Way You Lie feat. Rihanna
- Miglior canzone per karaoke: Girls' Generation — Tell Me Your Wish (Genie)
- Miglior album dell'anno: Kana Nishino — To Love

### 2012 - Chiba
- Miglior video dell'anno: Exile — Rising Sun
- Miglior video di artista maschile: Bruno Mars — It Will Rain
- Miglior video di artista femminile: Namie Amuro — Love Story
- Miglior video di gruppo: 2PM — I'm Your Man
- Miglior video di artista emergente: 2NE1 — I Am the Best
- Miglior video colonna sonora di un film: Bump of Chicken — Good Luck (da Always Sanchōme no Yūhi '64)
- Miglior video rock: One Ok Rock — Answer Is Near
- Miglior video pop: Sandaime J Soul Brothers — Fighters
- Miglior video r&b:  Miliyah Kato — Yūsha-Tachi
- Miglior video hip hop: Kreva — Kijun
- Miglior video reggae: Sean Paul — She Doesn't Mind
- Miglior video dance: Perfume — Laser Beam
- Miglior collaborazione: Namie Amuro — Make It Happen feat. After School
- Miglior canzone per karaoke: Sonar Pocket — 365 Nichi no Love Story.
- Miglior album dell'anno: Girls' Generation — Girls' Generation
- Miglior coreografia: Perfume — Laser Beam (coreografia di Mikiko)

### 2013 - Chiba
- Miglior video dell'anno: Exile Tribe — 24karats Tribe of Gold
- Miglior video di artista maschile: Exile Atsushi — "Melrose ~Aisanai Yakusoku~
- Miglior video di artista femminile: Kana Nishino — Always
- Miglior video di gruppo: Sandaime J Soul Brothers — Hanabi
- Miglior video di artista emergente: Carly Rae Jepsen — Call Me Maybe
- Miglior video colonna sonora di un film: One Ok Rock — The Beginning (da Rurōni Kenshin)
- Miglior video rock: One Ok Rock — The Beginning
- Miglior video pop: Kyary Pamyu Pamyu — Fashion Monster
- Miglior video r&b:  Miliyah Kato — Lovers Part II feat. Wakadanna
- Miglior video hip hop: ASAP Rocky — Fuckin' Problems feat. Drake, 2 Chainz e Kendrick Lamar
- Miglior video reggae: lecca — Clown Love
- Miglior video dance: Big Bang — Fantastic Baby -Ver.Final-
- Miglior collaborazione: Miyavi vs Yuksek — Day 1
- Miglior canzone per karaoke: Kyary Pamyu Pamyu — Fashion Monster
- Miglior album dell'anno: 2PM — Legend of 2PM

Categorie speciali:
- Legend award: TLC
- Miglior coreografia: Momoiro Clover Z — Saraba, Itoshiki Kanashimitachi yo

### 2014 - Chiba
- Miglior video dell'anno: Exile — Exile Pride (Konna Sekai o Ai Suru Tame)
- Miglior video di artista maschile: Exile Atsushi — Blue Dragon
- Miglior video di artista femminile: Miley Cyrus — We Can't Stop
- Miglior video di gruppo: Momoiro Clover Z — Gounn
- Miglior video di artista emergente: Ariana Grande — Baby I
- Miglior video colonna sonora di un film: Gen Hoshino — Why Don't You Play in Hell? (da Why Don't You Play In Hell?)
- Miglior video rock: One Ok Rock — Be the Light
- Miglior video pop: Lady Gaga — Applause
- Miglior video r&b:  Daichi Miura — I'm on Fire
- Miglior video hip hop: Sky-Hi — Ai Bloom
- Miglior video reggae: Lecca — Sky is the Limit feat. Rhymester
- Miglior video dance: Perfume — Magic of Love
- Miglior collaborazione: T.M.Revolution × Nana Mizuki — Preserved Roses
- Miglior canzone per karaoke: Kyary Pamyu Pamyu — Mottai Night Land
- Miglior album dell'anno: Kyary Pamyu Pamyu — Nanda Collection

Categorie speciali:
- Miglior coreografia: E-Girls — Gomennasai no Kissing You
- Video più condiviso: Kana Nishino – Believe

### 2015 - Tokyo
- Miglior video dell'anno: Sandaime J Soul Brothers — Eeny, meeny, miny, moe!
- Miglior video di artista maschile: Gen Hoshino — SUN
- Miglior video di artista femminile: Namie Amuro — Birthday Birthday
- Miglior video di artista maschile internazionale: Pharrell Williams — Freedom
- Miglior video di artista femminile internazionale: Ariana Grande — Problem feat. Iggy Azalea
- Miglior video di gruppo: Sandaime J Soul Brothers – Eeny, meeny, miny, moe
- Miglior video di gruppo internazionale: OK Go — I Won't Let You Down
- Miglior video di artista emergente: Doberman Infinity – Infinity
- Miglior video di artista emergente internazionale: Years & Years — King
- Miglior artista rock: VAMPS
- Miglior artista r&b: Daichi Miura
- Miglior artista hip hop: AK-69
- Miglior artista dance: Perfume
- Miglior collaborazione: Momoiro Clover Z vs Kiss – Yume no Ukiyo ni Saitemina
- Miglior artista metal: Babymetal

Categorie speciali:
- Miglior performance live: Basement Jaxx con Team Syachihoko
- Miglior creatività: Namie Amuro
- Next Break Artist: Beat Buddy Boi
- Premio per il contributo all'intrattenimento: Ken Hirai, Kumi Koda, Juju

### 2016 - Tokyo
- Miglior video dell'anno: Hikaru Utada — Manatsu no Tōriame
- Miglior video di artista maschile: Yū Takahashi — Hikari no Hahen
- Miglior video di artista femminile: Hikaru Utada — Manatsu no Tōriame
- Miglior video di artista maschile internazionale: Justin Bieber — Sorry
- Miglior video di artista femminile internazionale: Ariana Grande — Into You
- Miglior video di gruppo: Exile The Second — Shut Up!! Shut Up!! Shut Up!!
- Miglior video di gruppo internazionale: Fifth Harmony — Work from Home feat. Ty Dolla Sign
- Miglior video di artista emergente: Suchmos — Mint
- Miglior video di artista emergente internazionale: DNCE — Cake by the Ocean
- Miglior video rock: Alexandros — Swan
- Miglior video metal: Babymetal — Karate
- Miglior video pop: Nissy — Playing With Fire
- Miglior video r&b: Daichi Miura — Cry & Fight
- Miglior video hip hop: AK-69 — Flying B
- Miglior video dance: Boom Boom Satellites — Lay Your Hands on Me
- Miglior album dell'anno: Babymetal — Metal Resistance
- Miglior album dell'anno internazionale: Beyoncé — Lemonade

Categorie speciali:
- Miglior coreografia: Generations from Exile Tribe — Ageha
- Teen Choice Award: Sakura Fujiwara — Soup
- Inspirational Award Japan: The Yellow Monkey

### 2017 - Tokyo
- Miglior video dell'anno: Gen Hoshino — Family song
- Miglior video di artista maschile: Gen Hoshino — Family song
- Miglior video di artista femminile: Kana Nishino — Package
- Miglior video di artista maschile internazionale: Bruno Mars - That's What I Like
- Miglior video di artista femminile internazionale: Katy Perry - Bon appétit feat. Migos
- Miglior video di gruppo: Momoiro Clover Z — Blast!
- Miglior video di gruppo internazionale: The Chainsmokers — Closer feat. Halsey
- Miglior video di artista emergente: THE RAMPAGE from EXILE TRIBE — Lightning
- Miglior video di artista emergente internazionale: Shawn Mendes — Treat You Better
- Miglior video rock: WANIMA — CHARM
- Miglior video alternative: Rekishi - KATOKU
- Miglior video metal: Metallica — Hardwired
- Miglior video pop: Ed Sheeran — Shape of You
- Miglior video r&b: Daichi Miura — (RE)PLAY
- Miglior video hip hop: KICK THE CAN CREW — thousand%
- Miglior video dance: MONDO GROSSO — labyrinth
- Miglior collaborazione: Hikaru Utada - Forget feat. KOHH

Categorie speciali:
- Miglior coreografia: Gen Hoshino — Koi (song)
- Inspiration Award Japan: BUCK-TICK
- Best Buzz Award: Sakurazaka46

### 2018 - Tokyo
- Miglior video dell'anno: Kenshi Yonezu — Lemon
- Miglior video di artista maschile: Kenshi Yonezu — Lemon
- Miglior video di artista femminile: aiko — Straw
- Miglior video di artista maschile internazionale: Shawn Mendes — In My Blood
- Miglior video di artista femminile internazionale: Ariana Grande — No Tears Left to Cry
- Miglior video di gruppo: Keyakizaka46 — Ambivalent
- Miglior video di gruppo internazionale: BTS — Fake Love
- Miglior video di artista emergente: Official髭男dism – No Doubt
- Miglior video di artista emergente internazionale: Marshmello e Anne Marie – Friends
- Miglior video rock: Wanima – Human
- Miglior video alternative: Dean Fujioka – Echo
- Miglior video pop: Gen Hoshino – Idea
- Miglior video hip hop: Sky-Hi – Marble
- Miglior video dance: Blackpink – Ddu-Du Ddu-Du
- Miglior album dell'anno: Utada Hikaru - Hatsukoi

Categorie speciali:
- Migliore direzione artistica di un video: Gen Hoshino – Idea
- Artista dell'anno: Daichi Miura
- Miglior fotografia: Little Glee Monster – Sekai wa Anata ni Waraikakete Iru
- Miglior coreografia: E-Girls – Show Time
- SAS Lifetime Achievement Award Japan: Southern All Stars

### 2019 - Tokyo
- Miglior video dell'anno: King Gnu – Hakujitsu
- Miglior video di artista maschile: Daichi Miura — Katasumi (片隅?)
- Miglior video di artista femminile:  Aimyon — Kon'ya kono mama (今夜このまま?)
- Miglior video di artista maschile internazionale: Khalid — Talk
- Miglior video di artista femminile internazionale: Taylor Swift — Me!
- Miglior video di gruppo: Keyakizaka46 — Kuroi Hitsuji (黒い羊?)
- Miglior video di gruppo internazionale: The 1975 — Sincerity Is Scary
- Miglior video di artista emergente: King Gnu – Hakujitsu (白日?)
- Miglior video di artista emergente internazionale: Billie Eilish – Bad Guy
- Miglior video rock: Bump of Chicken – Aurora
- Miglior video alternative: BiSH – Stereo future
- Miglior video pop: Masaki Suda – Machigai sagashi (まちがいさがし?)
- Miglior video hip hop: KREVA – Neiro~2019 Ver.~ (音色 ～2019 Ver.～?)
- Miglior video dance: Sakanaction – Wasurerarenai no (忘れられないの?)
- Miglior collaborazione: Ringo Shiina e Hiroji Miyamoto – Kemono yuku hosomichi (獣ゆく細道?)
- Miglior album dell'anno: Gen Hoshino - Pop Virus

Categorie speciali:
- Miglior coreografia: Hinatazaka46 – Kyun (キュン?)
- MTV Rock the World Award: Glay
- Artista dell'anno: One Ok Rock
- Canzone dell'anno: Official髭男dism - Pretender
- Best Buzz Award: BTS
- Rising Star Award: The Boyz, Ballistik Boyz from Exile Tribe
- MTV Breakthrough Song: Foorin - Paprika

### 2020 - Tokyo
- Miglior video dell'anno: Aimyon - Naked Heart
- Miglior video di artista maschile: Kenshi Yonezu - Kanden
- Miglior video di artista femminile: Aimyon - Naked Heart
- Miglior video di artista maschile internazionale: The Weeknd - Blinding Lights
- Miglior video di artista femminile internazionale: Dua Lipa - Break My Heart
- Miglior video di gruppo: Official髭男dism - I Love...
- Miglior video di gruppo internazionale: BTS - Dynamite
- Miglior video di artista emergente: Macaroni Enpitsu - Koibito-gokko
- Miglior video di artista emergente internazionale: Doja Cat - Say So
- Miglior video rock: King Gnu - Doron
- Miglior video alternative: Millennium Parade - Fly With Me
- Miglior video pop: Little Glee Monster - Ashiato
- Miglior video r&b: Fujii Kaze - Nan-Nan
- Miglior video hip hop: Creepy Nuts - Katsute Tensaidatta Oretachie
- Miglior video dance: NiziU - Make you happy
- Miglior collaborazione: LiSA - "Play the world!" feat. Pablo
- Miglior album dell'anno: Babymetal - Metal Galaxy

Categorie speciali:
- Artista dell'anno: Daiki Tsuneta
- Canzone dell'anno: Yoasobi - Yoru ni kakeru
- MTV Breakthrough Song: Eito - "Kōsui
- Best Buzz Award: Dish
- Rising Star Award: JO1
- Inspiration award Japan: E-Girls
- Miglior direzione artistica: Generations from Exile Tribe - One in a Million -奇跡の夜に-
- Miglior fotografia: Bish - Letters
- Miglior coreografia: Hinatazaka46 – Seishun no uma

### 2021 - Tokyo
- Miglior video dell'anno: Official髭男dism - Cry Baby
- Miglior video di artista: Gen Hoshino - Fushigi
- Miglior video di artista internazionale: Billie Eilish - Happier Than Ever
- Miglior video di gruppo: Official髭男dism - Cry Baby
- Miglior video di gruppo internazionale: BTS - Butter
- Miglior video di artista emergente: Sakurazaka46 - Nagaredama
- Miglior video di artista emergente internazionale: Olivia Rodrigo - Drivers License
- Miglior video rock: Ryokuoushoku Shakai - Litmus
- Miglior video alternative: Zutomayo - Kuraku Kuroku
- Miglior video pop: Milet - Ordinary Days
- Miglior video latino: The Rampage - Heatwave
- Miglior video hip hop: Sky-Hi - To The First
- Miglior video dance: JO1 - Real
- Miglior collaborazione: Millennium Parade × Belle - U, Coldplay x BTS	- My Universe
- Miglior album dell'anno: Official髭男dism - Editorial

Categorie speciali:
- Artista dell'anno: Yoasobi
- Canzone dell'anno: Yuuri – Dry Flower
- Miglior direzione artistica: Hinatazaka46 - Tteka
- Migliori effetti visivi: Vaundy - Shiwaawase
- Miglior shooting: Aina the End - Kinmokusei
- Miglior coreografia: Daichi Miura - Backwards
- MTV Pop the World Award: Nogizaka46
- Best buzz award: NiziU
- Rising Star Award: Be First
- MTV Breakthrough Song: Ado - Usseewa

### 2022 - Tokyo
- Miglior video dell'anno: Sekai no Owari - Habit
- Miglior video di artista: Aimer – Zankyou Sanka
- Miglior video di artista internazionale: Harry Styles – As It Was
- Miglior video di gruppo: Official髭男dism – Mixed Nuts
- Miglior video di gruppo internazionale: Blackpink – Pink Venom
- Miglior video di artista emergente: INI – Rocketeer
- Miglior video di artista emergente internazionale: Måneskin – Supermodel
- Miglior video rock: Macaroni Enpitsu – Nandemonai yo,
- Miglior video alternative: Momoiro Clover Z – Mysterion
- Miglior video pop: Ryokuoushoku Shakai – Character
- Miglior video r&b: BE:FIRST – Betrayal Game
- Miglior video hip hop: Sky-Hi – Just Breathe feat. 3racha
- Miglior video dance: Sekai no Owari – Habit
- Miglior collaborazione: Tokyo Ska Paradise Orchestra – Free Free Free feat. Ikuta Lilas
- Miglior album dell'anno: Aimyon – Hitomi e ochiru yo rekōdo (瞳へ落ちるよレコード?)

Categorie speciali:
- Artista dell'anno: Vaundy
- Gruppo dell'anno: Sakurazaka46
- Canzone dell'anno: Ado – Shin jidai (新時代?)
- Best Story Video: CreepHyp – Night on the Planet
- Miglior direzione artistica: King Gnu – Sakayume
- Migliori effetti visivi: Fujii Kaze – Damn
- Miglior fotografia: Radwimps – Ningen Gokko
- Miglior shooting:
- Miglior coreografia: The Rampage from Exile Tribe – Ray of Light
- MTV Pop the World Award:
- Best buzz award: Ive
- Rising Star Award: XG
- MTV Breakthrough Song: Da-ice – Star Mine
- Inspiration Award Japan: BiSH
- MTV Dance The World Award: Takanori Iwata
- Miglior performance live: JO1
- Daisy Bell Award: Balloon – Pamela

### 2023 - Yokohama
Premi annuali
- Miglior video dell'anno: Mrs. Green Apple – Que Sera Sera (ケセラセラ?)
- Artista dell'anno: Mrs. Green Apple
- Canzone dell'anno: Yoasobi – Aidoru (アイドル?, Idolo)
- Album dell'anno: aiko – Ima no futari o otagai ga mi teru (今の二人をお互いが見てる?)
- Gruppo dell'anno: Be First

Premi video
- Miglior video di artista: Aiko – Hateshinai Futari (果てしない二人?)
- Miglior video di artista internazionale: Olivia Rodrigo – Vampire
- Miglior video di gruppo: Nogizaka46 – Ohitorisama Tengoku (おひとりさま天国?)
- Miglior video di gruppo internazionale: Stray Kids – CASE 143
- Miglior video di artista emergente: ano – Chu, Tayōsei (ちゅ、多様性。?)
- Miglior video di artista emergente internazionale: Jvke – Golden hour
- Miglior video rock: 10 Feet – Dai zero-kan (第ゼロ感?)
- Miglior video alternative: Mrs. Green Apple – Magic
- Miglior video pop: NiziU – Paradise
- Miglior video r&b: Tomohisa Yamashita – Sweet Vision
- Miglior video hip hop: BAD HOP – Champion Road
- Miglior video dance: Nogizaka46 – Start over!
- Miglior video collaborazione: millennium parade × 椎名林檎 – W●RK
- Miglior video collaborazione internazionale: Sam Smith x Kim Petras – Unholy
- Best Story Video: Macaroni Enpitsu – Kanashimi wa Bus ni Notte (悲しみはバスに乗って?)
- Miglior video di animazione: Yoasobi – Aidoru (アイドル?, Idolo)
- Miglior direzione artistica: Aina the End – Red:Birthmark
- Miglior fotografia: Nogizaka46 – Am I ready?
- Migliori effetti visivi: Mrs. Green Apple – Que Sera Sera (ケセラセラ?)
- Miglior coreografia: Atarashii Gakko! – Otonaburū (オトナブルー?)

Premi speciali
- Best buzz award: NewJeans
- Rising Star Award: WOLF HOWL HARMONY
- Daisy Bell Award: Marasy, Jin, Shōta Horie (kemu) – Shinjinrui (新人類?)
- Global Icon Award: Cha Eun-woo
- Miglior celebrità asiatica: Bright
- Miglior gruppo asiatico: The Boyz
- Upcoming Dance & Vocal Group: DXTEEN / Lil League from Exile Tribe